# Giuseppina Suriano
A Beata Giuseppina Suriano (18 de fevereiro de 1915 - 19 de maio de 1950) foi uma membra católica romana italiana da Ação Católica. Suriano nasceu em uma família de agricultores simples perto de Palermo e se tornou uma figura notável e integrante da Ação Católica durante sua vida, ao mesmo tempo em que trabalhou ao lado do movimento da Ação Católica Jovem por um breve período de tempo.
Suriano foi beatificada em Loreto em 5 de setembro de 2004, por ocasião da visita do Papa João Paulo II.

## Vida
Giuseppina Suriano nasceu perto de Palermo em 1915, filha de Giuseppe Suriano e Graziella Costantino. Seu batismo foi celebrado em 6 de março de 1915 na igreja paroquial local de SS. Maria Annunziata. Suriano costumava ser chamado de "Pina" como uma versão abreviada de seu nome de nascimento.
Sua educação religiosa veio de seus pais e avós e em 1919 ela começou a frequentar um jardim de infância administrado pelas Colegiadas de San Antonio. Em 1921 ela começou a frequentar uma escola pública em Partinico e seus professores a admiraram por suas virtudes e ela saiu em 1927. Uma de suas professoras foi Margherita Drago. Em 1922 ela fez sua primeira comunhão e recebeu a confirmação. Em 1922 ela se tornou membro da Ação Católica e seu pároco local - Padre Antonio Cataldo - tornou-se seu diretor espiritual e confessor nesta época. Ela serviu de 1939 a 1948 como secretária do movimento, enquanto de 1945 a 1948 atuou como presidente do movimento Ação Católica da Juventude. Em 1948, ela fundou a Associação das Filhas de Maria e foi sua presidente até sua morte.
Suriano desejava ser freira, mas este sonho nunca se materializou, pois sua mãe se opunha ao seu ativismo religioso, pois ela queria que sua filha se casasse e se estabelecesse. Em 29 de abril de 1932 - com a permissão de seu diretor espiritual - ela fez um voto particular de permanecer casta e renovou esse voto a cada mês. Ela também rejeitou todas as propostas de casamento que os homens fizeram a ela. Em fevereiro de 1940, seus pais cederam ao desejo dela e permitiram que ela ingressasse na vida religiosa e ingressou nas Filhas de Santa Ana em Palermo; ela foi forçada a sair oito dias depois porque um exame médico revelou que ela tinha um problema de coração. Em setembro de 1948, ela foi em peregrinação a Roma para um evento da Ação Católica.
No dia 30 de março de 1948 - depois da Páscoa - com três outras mulheres se ofereceu como vítima para a santificação dos sacerdotes e entregou-se às mãos do Padre Andrea Soresi. Em março, surgiram os primeiros sinais de uma forma violenta de artrite reumática.
Suriano sofreu um ataque cardíaco fulminante quando se preparava para ir à missa e morreu em conseqüência disso. Seus restos mortais foram posteriormente transferidos de seu local de descanso anterior em 18 de maio de 1969. Suriano desejava assistir à canonização de Santa Maria Goretti em 24 de junho de 1950, mas faleceu antes disso. Padre Soresi se tornaria seu primeiro biógrafo.

## Beatificação
O processo de beatificação foi iniciado em Monreale em um processo informativo que o arcebispo Corrado Mingo inaugurou em 6 de março de 1968 e depois encerrou em 26 de junho de 1975. Teólogos emitiram um decreto em 14 de maio de 1980 que viu a aprovação de todos os seus escritos espirituais enquanto ela era proclamada Serva de Deus em 11 de maio de 1982, depois que a Congregação para as Causas dos Santos emitiu o " nihil obstat " oficial para a causa - o introdução formal da causa. O Arcebispo Salvatore Cassisa mais tarde abriu um processo cognitivo que encerrou em 8 de março de 1985, antes que a CCS validasse essas duas processas em Roma em 6 de novembro de 1987.
A postulação apresentou a Positio em 1988, que permitiu aos teólogos aprová-la em 20 de setembro, enquanto a CCS seguiu o exemplo em 6 de dezembro, antes de passá-la ao papa para sua aprovação. O Papa João Paulo II confirmou sua virtude heróica em 18 de fevereiro de 1989 e a nomeou Venerável. O papa mais tarde aprovou um milagre atribuído à sua intercessão em 22 de junho de 2004 e isso permitiu que ele presidisse sua beatificação em Loreto em 5 de setembro de 2004. O milagre em questão foi a cura de Isabella Mannonne (nascida em 19 de dezembro de 1973), que sofreu ferimentos graves em um acidente quase fatal em 14 de junho de 1992.
O postulador atual desta causa é Fra Giovangiuseppe Califano.